# Loose (Crazy Horse)
Loose è il secondo album dei Crazy Horse, pubblicato dalla Reprise Records nel gennaio del 1972. Del nucleo originale della band rimangono solo Talbot e Molina in quanto il chitarrista Danny Whitten deve lasciare l'attività musicale per gravi problemi di salute (morirà nell'autunno del 1972), i due superstiti richiamano un loro vecchio compagno del periodo Rockets, George Whitsell e completano la formazione con Greg Leroy e John Blanton, il disco fu registrato al Pacific Recordings Studios di San Mateo, California (Stati Uniti).

## Tracce
Lato A
1. Hit and Run – 2:42 (John Blanton)
2. Try – 3:19 (George Whitsell)
3. One Thing I Love – 2:40 (Greg Leroy)
4. Move – 3:15 (George Whitsell)
5. All Alone Now – 2:52 (George Whitsell)
6. All the Little Things – 5:05 (Greg Leroy)

Lato B
1. Fair Weather Friend – 2:42 (Greg Leroy)
2. You Won't Miss Me – 2:48 (George Whitsell)
3. Going Home – 2:53 (Greg Leroy)
4. I Don't Believe It – 3:06 (George Whitsell)
5. Kind of Woman – 4:26 (John Blanton)
6. One Sided Love – 3:11 (George Whitsell)
7. And She Won't Even Blow Smoke in My Direction – 1:26 (George Whitsell)

## Musicisti
- George Whitsell - voce, chitarra acustica, chitarra elettrica, congas
- Greg Leroy - voce, chitarra acustica, chitarra elettrica, chitarra slide
- John Blanton - voce, pianoforte, organo, violoncello, armonica
- Billy Talbot - voce, basso
- Ralph Molina - voce, batteria, percussioni, chitarra acustica

Musicista aggiunto 
- Joel Tepp - armonica (brano: B7)